# Dvůr Karlov
Dvůr Karlov je centrálním objektem stejnojmenné osady Karlov. Tato osada nikdy ve své historii nebyla samostatnou obcí. V průběhu času patřila pod sousední obec Karlova Ves. V současné době je částí obce Roztoky v okrese Rakovník. Karlov nikdy neměl ani svoje katastrální území. Význam této lokality vyplývá prakticky výhradně z existence uvedeného statku, k němuž byly postupně po řadě let přistavěny obytné domky. V prostoru, kde dnes stojí osada Karlov  byly ještě v první polovině 18. století rozsáhlé lesy. V jejich středu byla obora s malým lesním hospodářstvím a stavením pro čeleď, pozdější Leontýnský zámek.
V okolních lesích bylo hodně zvěře, a to byl také důvod organizace mnoha oblíbených honů, pořádaných křivoklátským panstvem. V okolních lesích a také při výrobě dřevěného uhlí v milířích pracovali poddaní z okolních vesnic. Každodenní cesta do lesů byla, zvláště v zimě a při špatném počasí pro lesní dělníky a uhlíře velkou ztrátou času a po těžké práci byla značně vyčerpávající. To patrně vedlo k tomu, že majitelé panství posléze začali uvažovat o tom, že se ve vybraných lokalitách vyplatí vybudovat malé osady určené k bydlení těchto poddaných.
Dvůr Karlov je soukromým majetkem a veřejnosti není přístupný.

## Historie
V polovině 18. století postihly okolní lesy opakované polomy. Panství se poté rozhodlo lesní porosty na některých místech polomů již neobnovovat a půdu ponechat pro zemědělské využití. Roku 1779 Karel Egon I. z Fürstenbergu na tomto místě založil dvůr Karlov (nazvaný jeho jménem). Na prvním vojenského mapování z roku 1781 je zaznamenán dvůr ve zjevně rozestavěném stavu. Již při založení dvora bylo zřejmé, že se zde jednalo o nové neobvyklé, až monumentální pojetí objektu hospodářského dvora, pozdně barokního charakteru, které mělo být zřejmě v představách zakladatelů určitým typovým řešením i pro další dvory na panství. Podle popisu z roku 1785 dvůr Karlov pozůstával kromě části vlastního dvora, také z ovčína, sýpky, draslovny (flusárny) a malého rybníčku napájeného Karlovským potokem. V okolí dvora bylo po vykácení zbytků lesa k disposici okolo 750 ha půdy, která byla zemědělsky využitelná.
Stavby uvnitř dvora (stodoly, chlévy), které byly stavěny nejdříve jako dřevěné, byly postupně nahrazovány zděnými objekty. Tak byl také roku 1815 postaven nový klenutý ovčín pro 600 ovcí, a chov ovcí se tím významně zintenzivnil. Mezi léty 1817 až 1820 byly postupně stavěny nové stodoly a stáje pro dobytek. V konečné podobě získal, ve srovnání s tehdy běžnými zemědělskými objekty, trochu neobvyklý kruhový půdorys, který měl jistě řadu výhod. Protože provoz dvora vyžadoval více vody, byl posléze v roce 1842 vybudován pod flusárnou i další malý rybník, dnes nazvaný Lihovarský rybník. To bylo také nutno proto, že v roce 1872–1874 byl postaven ve dvoře lihovar (dnes zvaný norkárna).

## Popis objektu

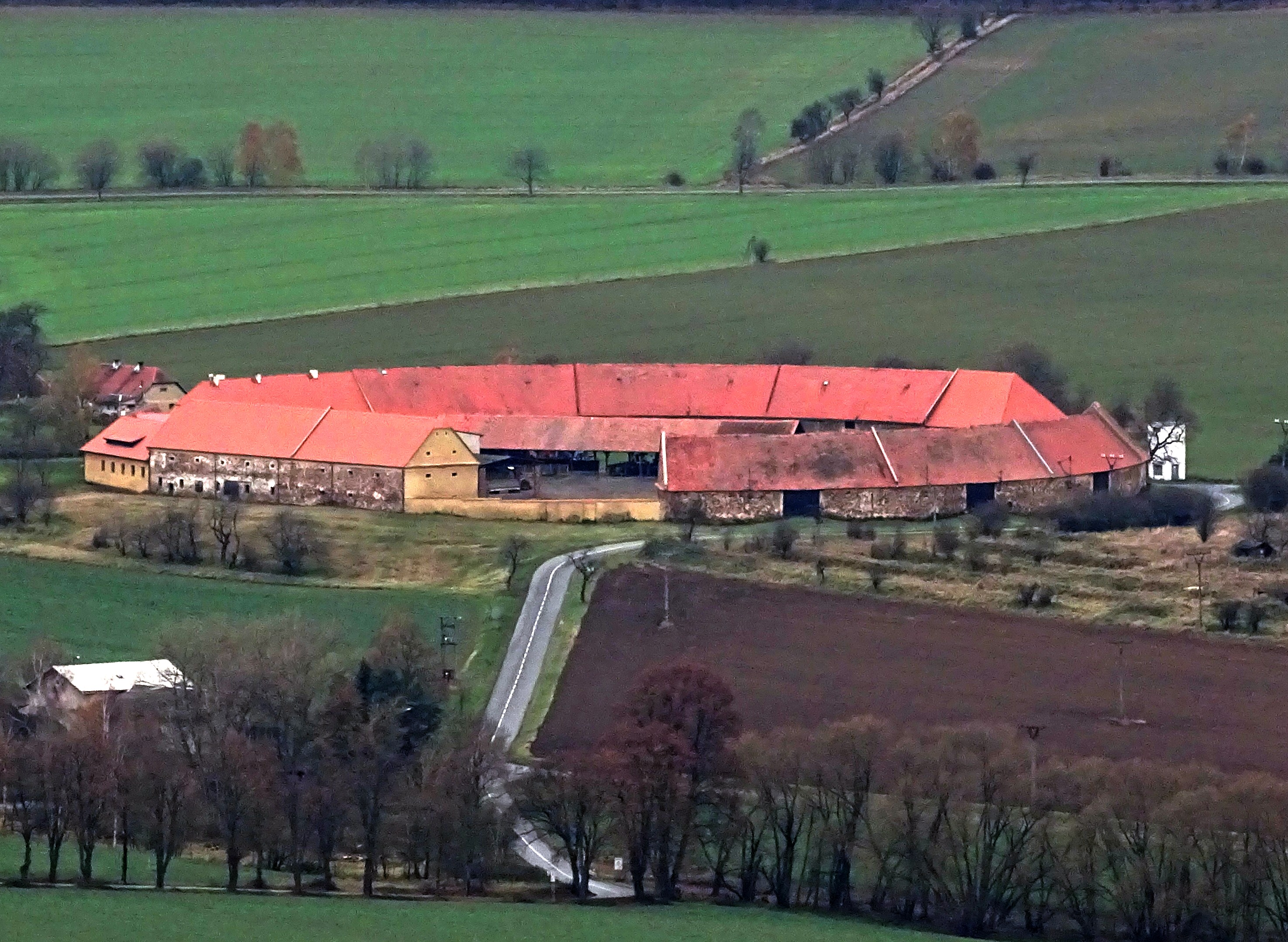
Dvůr z rozhledny Máminka

Dvůr Karlov patří stavebně a architektonicky mezi nejpozoruhodnější stavby svého druhu v Čechách. Na mapě prvního vojenského mapování z roku 1781 byly vyznačeny dvě budovy, které již respektovaly kruhový půdorys a odpovídaly stodvacetistupňovým výsečím. Jednou z nich byl velký chlév s obytným domem (vrata do chléva naznačují, že původně možná šlo o ovčín). Druhou stavbou je pak stodola o čtyřech mlatech. Podle dispozice objektu, jak ho zachycuje stabilní katastr v období kolem roku 1830, je zřejmé, že větší část dvora je již dostavěna ve zděné podobě, západně od dvora stojí ovčín s obydlím pro mistra ovčáka.
Tím ovšem stavební práce na dvoře Karlov nekončily, následovaly další dílčí úpravy a dostavby ve druhé polovině 19. století i v dalších letech. Např. poblíž prvního ovčína, byl postaven patrně okolo roku 1870 další ovčín, který byl menší a zčásti podsklepený. Posléze byl také užíván jako chlév pro dobytek. Ne vždy ovšem tyto pozdější přístavby plně respektovaly původní představu zakladatelů dvora, také proto, že se postupně měnily provozní podmínky užívání celého objektu. 

## Kulturní památka

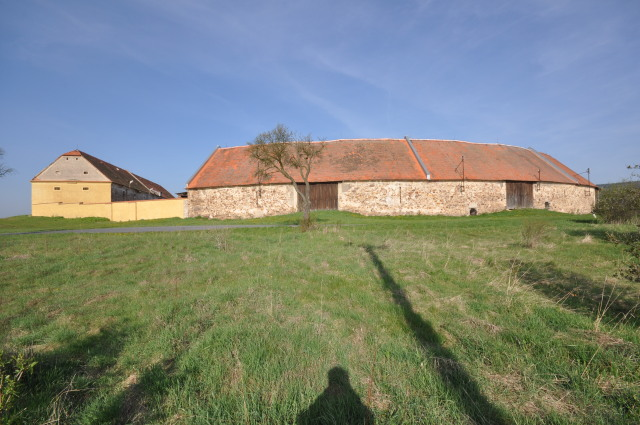
Dvůr od východu

Dnem 3. května 1958 byl objekt zapsán do státního seznamu kulturních památek.

## Rodáci
Dne 4. července 1853 se v Karlově v domě mistra ovčáka narodil František Adolf Hering. Narodil se jako prvorozený syn. Stal se významným podnikatelem, sedmnáct let byl prokuristou a ředitelem Ringhofferových závodů na Smíchově, a členem rodinné rady Ringhofferů. Procestoval velkou část světa, byl vyznamenán v různých zemích, byl sběratelem umění a významnou osobou v tehdejší společnosti. V ovčíně se rovněž dne 16. dubna 1855 narodil i jeho bratr Maxmilián Hering, který absolvoval obdobnou dráhu a v Praze zastával funkci inženýra v Česko-moravské továrně v Libni. Jejich otec v těch dobách patrně patřil mezi vedoucí zaměstnance (podobně jako správce a šafář), měl stálý plat a vyšší deputát, a tak si zřejmě mohl dovolit nechat tyto své dva syny vystudovat na těch nejlepších pražských školách, a dát jim tak základ pro jejich další úspěšnou osobní kariéru.
V Karlově se také dne 7. března 1884 narodil v rodině hospodářského úředníka Antonín Trýb, lékař, básník a spisovatel. Svá dětská léta prožil v Požárech, do školy chodil v Rakovníku, gymnázium vystudoval v Příbrami a lékařskou fakultu na Karlově univerzitě v Praze. Specializoval se na kožní a venerické choroby. Kromě učebnic ze svého oboru psal také od mládí básně a povídky a posléze i romány. Za svoji vědeckou práci byl vyznamenán Řádem práce a medailí J. E. Purkyně.